# Центр сохранения исторического наследия Калининградской железной дороги
Центр сохранения исторического наследия Калининградской железной дороги (ранее — Музей истории Калининградской железной дороги) — железнодорожный музей в Калининграде. Музей состоит из экспозиции образцов подвижного состава и другой железнодорожной техники и музейно-выставочной экспозиции.
Музей расположен в непосредственной близости от станции Калининград-Пассажирский (Южный вокзал), главного вокзала города.

## История
Музей, первоначально называвшийся Музеем истории Калининградской железной дороги, открылся 6 мая 2000 года. Первоначально музей состоял из двух частей. Основная экспозиция была размещена в одном зале в Дворце культуры Железнодорожников, в то время как образцы техники располагались на путях рядом с Южным вокзалом.
30 апреля 2021 года музей, получивший новое название Центр сохранения исторического наследия Калининградской железной дороги, открылся в обновленном виде. Новое здание Центра сохранения исторического наследия было оборудовано рядом с площадкой техники, таким образом, обе части музея были объединены в одном месте.

## Коллекции
Коллекция железнодорожной техники насчитывает 37 экспонатов, в том числе два паровоза. Также имеются образцы вагонов, мотовагонного подвижного состава и спецтехники. В частности:
- Паровоз Л-0282 (1948 год постройки). Был построен на Коломенском заводе, до 1984 года работал на Калининградской железной дороге, в 1985 году был установлен как памятник на улице Суворова, с 2000 года размещен в музее
- Паровоз ТЭ-4564 (трофейный немецкий паровоз типа BR52, 1943 год постройки)
- Маневровый тепловоз ТГК2-5998 (1981 год постройки, Калужский машиностроительный завод)
- Головной и промежуточный вагон электропоезда ЭР1-228
- Головной вагон дизель-поезда Д1-590-1
- Различные вагоны
- Различные образцы прочего железнодорожного оборудования и техники: семафор, гидроколонка, образцы рельсошпальных решеток разных типов, образцы вагонных тележек.